# Ромер, Павел Эмилиевич
Па́вел Эми́лиевич Ро́мер (1835, Смоленская губерния — 1899) — русский математик, профессор Киевского университета.

## Происхождение
Родился в 1835 году в Смоленской губернии. Его отец, Эмиль Павлович Ромер, приехал в Россию в 1822 году, до 1860-х годов управлял крупными имениями в Центральной и Южной России, а затем приобрёл собственное имение Богородицкое в Карачевском уезде Орловской губернии. Мать, Евросиния Михайловна Лызлова, была дочерью смоленского дворянина. Один из его братьев, Фёдор Эмилиевич был известным писателем, публицистом и садоводом. Другой брат, Владимир Эмилиевич (1840—1907) — потомственный почетный гражданин Брянска, коммерции советник, владелец имения Хотылёво, с 1902 года председатель правления Орловского коммерческого банка, был почетным мировым судьёй Брянского уезда, был избран в Государственный Совет Российской империи.

## Биография
Учился сначала в Калужской, а затем в Симбирской гимназиях, по окончании последней был награждён золотой медалью. Поступил в Казанский университет, затем перевёлся в Киевский университет, который окончил в 1857 году со степенью кандидата математических наук.
В 1858 году определён сверхштатным старшим учителем в Первую киевскую гимназию и вместе с тем прикомандирован к Киевскому университету для преподавания под руководством профессора чистой математики и подготовке к занятию кафедры. В это же время исполнял обязанности секретаря физико-математического факультета. В 1861 году удостоен степени магистра математических наук за диссертацию «Разыскание первых приближенных величин корней алгебраических уравнений» («Вестник Математических Наук») и утвержден адъюнктом кафедры чистой математики с увольнением из гимназии.
В 1862 году командирован за границу с учёной целью, где пробыл 1 год и 4 месяца. В 1866 году получил звание доцента, а в 1867 году за диссертацию «Основные начала метода кватерненов» («Университетские известия», 1866—67) удостоен степени доктора чистой математики и утверждён экстраординарным профессором Университета Святого Владимира, а с 1868 года — ординарным профессором по занимаемой им кафедре.
В 1870—1878 годах был кандидатом на должность судьи в университетском суде, а в 1871—1878 годах — секретарём совета физико-математического факультета. В 1871 году утверждён членом попечительского совета по математике, также состоял членом при Коллегии Павла Галагана со времени её открытия. В 1877 году был командирован в Варшаву на съезд естествоиспытателей, а в 1878 году на 4 месяца за границу с учёной целью. В 1883 году был произведен в действительные статские советники.
В 1891 году был уволен из университета по болезни в звании заслуженного профессора. Умер в 1899 году.

## Награды
- орден св. Станислава II степени с императорской короной — 1869 год.
- орден св. Анны II степени — 1872 год.
- орден св. Владимира II степени — 1879 год.

## Работы
Кроме диссертаций, Ромер напечатал:
- «О двигателях преимущественно паровых» («Северная Пчела», 1863).
- «Отчёт о путешествии за границу» («Университетские Известия», 1864, № 8 и 10).
- ряд статей по приложению метода кватерненов к геометрии (ib., 1867—1868) и др.
- Ромер П. Новое выражение для π // В.О.Ф.Э.М.. — 1890. — № 97. — С. 2—4.